# Tin Plavotić
Tin Plavotić (Vienna, 30 giugno 1997) è un calciatore croato, difensore dell'Austria Vienna.

## Carriera

### Club
Cresciuto calcisticamente nelle giovanili dell'Admira Wacker M., nel 2014 viene aggregato alla rosa della squadra riserve, con il quale gioca per una stagione in Regionalliga. L'anno successivo si trasferisce allo Schalke 04, dove però riesce solamente a giocare due partite con la seconda squadra. Nel gennaio 2017 viene acquistato dal Bristol City, che lo gira subito in prestito al Cheltenham Town in Football League Two. Rientrato dal prestito al termine della stagione, non riuscendo a trovare spazio in squadra, nel gennaio 2018 viene nuovamente girato in prestito, questa volta al Barnet, sempre nella quarta divisione inglese, ma nel mese di marzo rientra dal prestito. Rimasto svincolato ad agosto, il 26 settembre 2018 si accasa a parametro zero al Floridsdorfer, giocando per tre stagioni nella seconda divisione austriaca. Nel 2021 firma con il Ried e il 25 luglio dello stesso anno debutta in Bundesliga, giocando l'incontro vinto per 2-1 contro l'Austria Vienna.

### Nazionale
Nel 2016 ha giocato due partite con la nazionale croata Under-16.

## Statistiche

### Presenze e reti nei club
Statistiche aggiornate al 16 aprile 2022.
| Stagione        | Squadra             | Campionato      | Campionato | Campionato | Coppe nazionali | Coppe nazionali | Coppe nazionali | Coppe continentali | Coppe continentali | Coppe continentali | Altre coppe | Altre coppe | Altre coppe | Totale | Totale |
| Stagione        | Squadra             | Comp            | Pres       | Reti       | Comp            | Pres            | Reti            | Comp               | Pres               | Reti               | Comp        | Pres        | Reti        | Pres   | Reti   |
| --------------- | ------------------- | --------------- | ---------- | ---------- | --------------- | --------------- | --------------- | ------------------ | ------------------ | ------------------ | ----------- | ----------- | ----------- | ------ | ------ |
| 2014-2015       | Admira Wacker M. II | RL              | 3          | 1          |                 | -               | -               |                    | -                  | -                  |             | -           | -           | 3      | 1      |
| 2015-2016       | Schalke 04 II       | RL              | 0          | 0          |                 | -               | -               |                    | -                  | -                  |             | -           | -           | 0      | 0      |
| 2016-2017       | Schalke 04 II       | RL              | 2          | 0          |                 | -               | -               |                    | -                  | -                  |             | -           | -           | 2      | 0      |
| gen.-mag. 2017  | Cheltenham Town     | FL2             | 11         | 1          | FACup+CdL       | -               | -               |                    | -                  | -                  | FLT         | -           | -           | 11     | 1      |
| gen.-mar. 2018  | Barnet              | FL2             | 1          | 0          | FACup+CdL       | -               | -               |                    | -                  | -                  | FLT         | -           | -           | 1      | 0      |
| 2018-2019       | Floridsdorfer       | 1L              | 20         | 1          | CA              | 1               | 0               |                    | -                  | -                  |             | -           | -           | 21     | 1      |
| 2019-2020       | Floridsdorfer       | 1L              | 23         | 1          | CA              | 2               | 0               |                    | -                  | -                  |             | -           | -           | 25     | 1      |
| 2020-2021       | Floridsdorfer       | 1L              | 24         | 1          | CA              | 3               | 0               |                    | -                  | -                  |             | -           | -           | 27     | 1      |
| 2021-2022       | Ried                | BL              | 29         | 1          | CA              | 5               | 0               |                    | -                  | -                  |             | -           | -           | 34     | 1      |
| Totale carriera | Totale carriera     | Totale carriera | 113        | 6          |                 | 11              | 0               |                    | -                  | -                  |             | -           | -           | 124    | 6      |